# Ossa (musica)

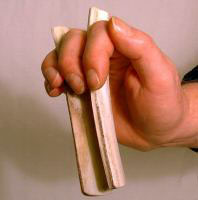
Tecnica di utilizzo

Le ossa sono, suonate in coppia, uno strumento musicale idiofono, cioè uno strumento a percussione, risonante da solo. Originariamente costituiti da un paio d'ossa animale (coste o tibia), sono ora disponibili in legno o materiali simili. A volte sono sostituiti, per esempio negli Stati Uniti d'America, dove la tecnica venne introdotta dagli immigrati irlandesi, da due cucchiai. Si trovano tracce del loro utilizzo nelle antiche civiltà di Cina, dell'antico Egitto, greca, romana o dell'India.

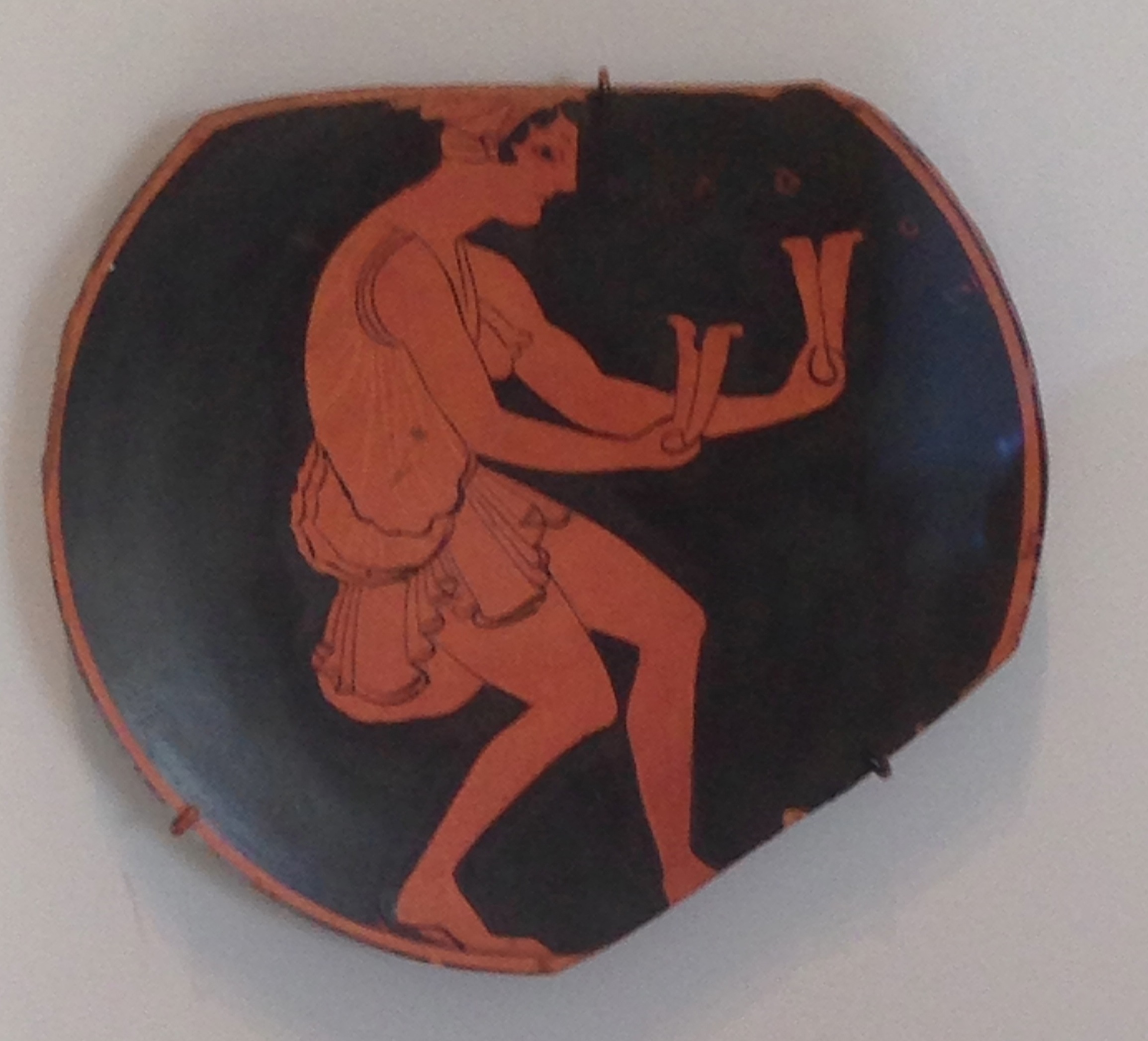
Frammento di uno Kylix, Grecia, 510-500 a.C., Terracotta.

Sono stati utilizzati all'interno di diversi generi musicali, dal XIX° secolo, come i minstrel shows, il blues, la musica irlandese tradizionale, il bluegrass, lo zydeco, la musica del Quebec e quella dell'Isola del Capo Bretone.
Il battito delle ossa produce un suono deciso, molto più marcato che quello dell'asse da lavare, strumento apparso a New Orleans.

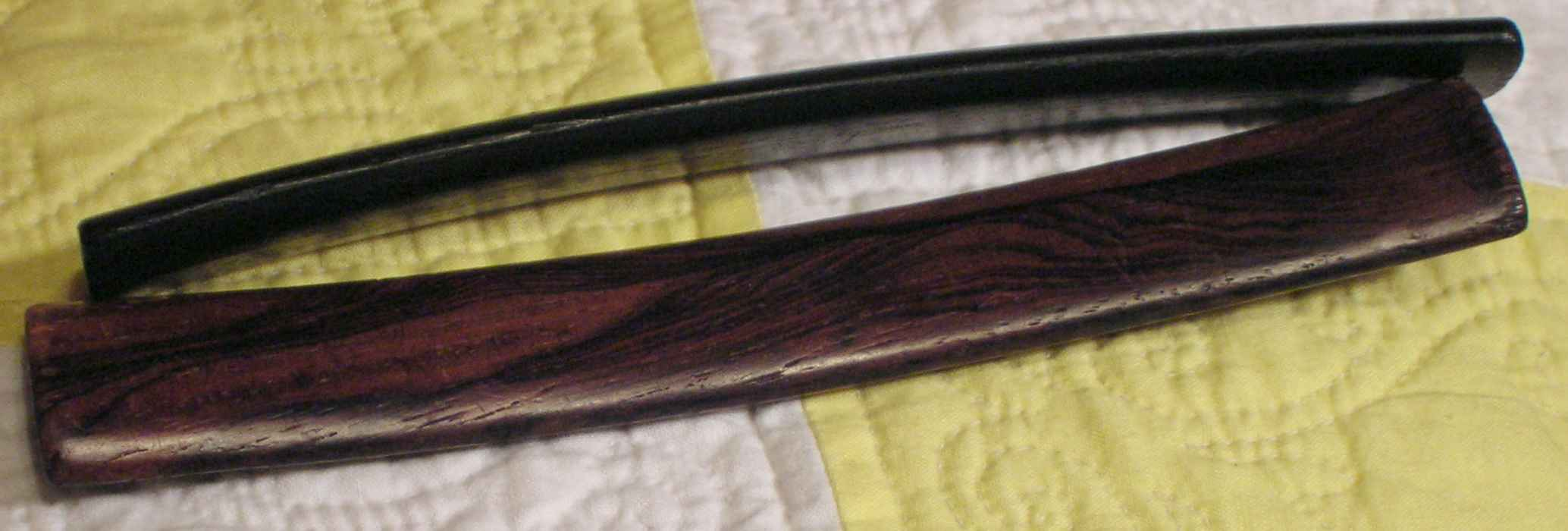
Un paio di ossa musicali, in legno.

## Fattura
Le ossa sono lunghe da 12 a 20 cm, larghe 3-5 cm e spesse 4-8 mm.
Se si è d'accordo nel pensare che in origine erano fatte di ossa di animali, il nome galizianon (terrañolas, tarreñas, trécolas o tixoletas) proveniente dalla parola tegola, indica anche la possibilità di una fattura differente.

## Utilizzo

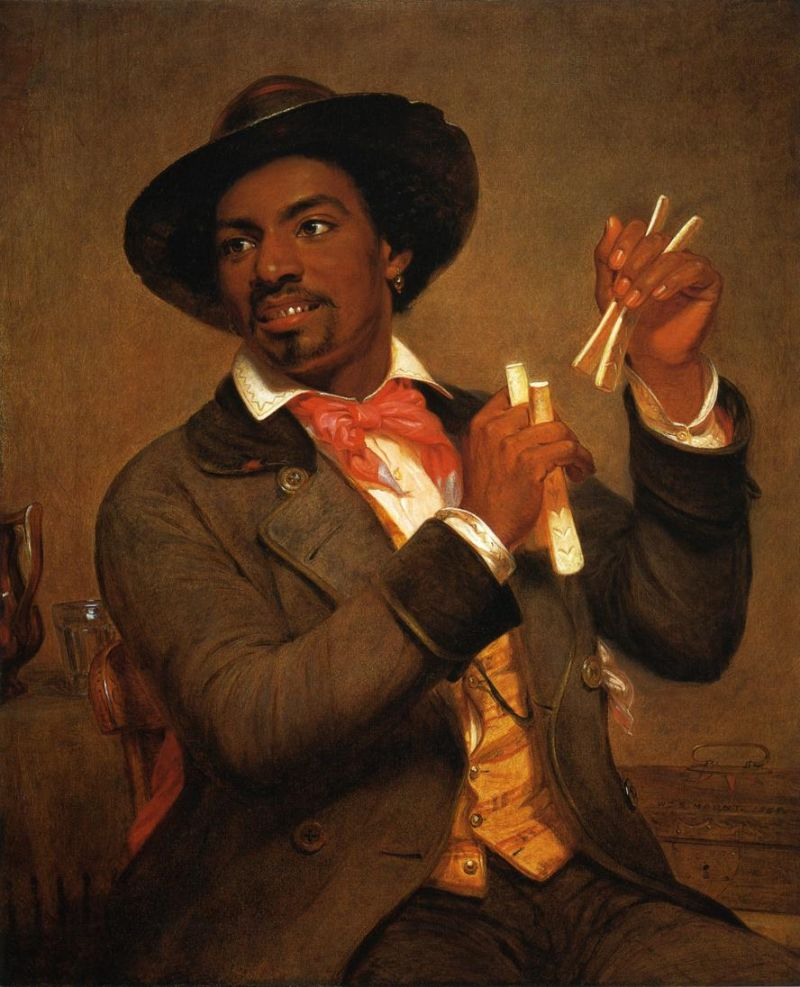
The Bone Player di William Sidney Mount, 1856

Le ossa sono suonate tenendole tra le dita, le superfici convesse una di fronte all'altra, e muovendo il polso in modo che le ossa si scontrino. Tipicamente, le ossa sono tenute su entrambi i lati del medio, due terzi della loro lunghezza verso il basso lungo il palmo, mentre l'altra estremità fuoriesce dal dorso della mano. La mano forma un pugno morbido, con le ossa e le dita parallele al palmo. L'osso vicino all'anulare è tenuto contro il palmo da tale dito, mentre l'altro osso può muoversi liberamente nella pinza flessibile formato dall'indice e dal medio.
La difficoltà risiede nel fatto di non forzare le ossa a venire a contatto, ma di lasciare che sia il movimento a fare il lavoro. Spostando la mano avanti e indietro davanti al petto, imprimendo loro la sola forza sufficiente per impedire loro di cadere. Un suonatore abile, può riuscire a produrre un triplo clic. Infatti, clic-it-i è il suono caratteristico dello strumento. Un doppio clic può essere prodotto dallo stesso movimento della mano, aggiungendo una leggera pressione sulle ossa per rimuovere il terzo clic. La combinazione di questi battiti doppi e tripli permette di creare ritmi complessi, che possono essere ulteriormente amplificati utilizzando una seconda coppia di osso nell'altra mano. L'effetto è abbastanza vicino a quello delle Tip-tap.

## Denominazione
- Galizia (Spagna) : terrañolas, tarreñas, trécolas ou tixoletas. Il nome castañolas[2], cioè Nacchere è pure utilizzato. Alcuni autori ritengono infatti che l'origine delle ossa Galizia potrebbe essere un adattamento del termine 'nacchere'[3];
- Paesi anglo-sassoni : bones.
- Francia: os